# Umělecké zpracování softwaru
Umělecké zpracování softwaru (přesnější překlad anglického Software Craftsmanship je uměleckořemeslné zpracování softwaru) je přístup k vývoji softwaru, který upřednostňuje kódovací dovednosti (schopnosti) vývojářů. Vývojáři tak reagují na hlavní proud softwarového průmyslu, který vnímají jako nešťastný například proto, že považuje finanční hledisko za důležitější, než odpovědnost vývojáře.

## Myšlenkový základ
Hnutí má své kořeny v myšlenkách publikovaných knižně. Knihy jako Pragmatický programátor od Andyho Hunta a Dave Thomase a Softwarový řemeslník od Pete McBreena výslovně určují vývoj softwaru za dědice tradice gildy ve středověké Evropě. Filozof Richard Sennet napsal o softwaru jako moderním řemesle ve své knize The Craftsman.
Jak napsal Freeman Dyson: „Navzdory vzestupu společnosti Microsoft a dalších obřích výrobců zůstává software převážně řemeslným průmyslem. Vzhledem k obrovskému množství specializovaných aplikací zde vždy bude možnost psát software na základě unikátních znalostí jednotlivce. Stále zde budou vedlejší trhy, které umožní malým softwarovým společnostem přežít. Umění psát software nikdy nezastará. A umění používat software tvořivě rozkvétá ještě víc než vlastní řemeslo psaní.“

## Historie
Mezi první milníky vývoje uměleckého zpracování softwaru se řadí esej z roku 1992 „Co je softwarový design“ od Jacka W. Reevese a jako zatím poslední „Relevance Craftsman Swap“ 
společnosti 8th Light z února 2018.